# 현자 (가수)
현자(본명: 양미정, 1966년 3월 21일 ~ )은 대한민국의 가수이다.
본관은 제주 양씨 (濟州 梁氏)이다.
현재 거주지는 서울특별시이다.

## 학력
- 서울대학교 소비자아동학과 졸업

## 데뷔
- 2004년 1집 앨범 "람바다 춤을"

## 음반
- 2004년 람바다 춤을
- 2005년 사랑을 몰랐네
- 2010년 백프로
- 2014년 ㄷ자로 돌아가면
- 2017년 꽃은 피는데